# Magical Mystery Tour (album)
 For alternative betydninger, se Magical Mystery Tour. (Se også artikler, som begynder med Magical Mystery Tour)
Magical Mystery Tour er en plade udgivet i 1967 af det engelske rockband The Beatles. Den indeholder soundtracket til tv-filmen fra 1967 af samme navn, og den blev udgivet som en dobbelt-EP i Storbritannien og en LP i USA. Dobbelt-EP'en blev udgivet i Storbritannien den 8. december 1967 på Parlophone, og LP-udgivelsen på Capitol i USA fandt sted den 27. november. Denne indeholdt yderligere fem sange, der oprindeligt var fra de originale singlenumre, som blev udgivet i 1967, og som ikke befandt sig på nogen LP'er. I 1976 udgav Parlophone en tilsvarende LP med den samme sporliste i Storbritannien.
The Beatles fortsatte de studieeksperimenter, der havde kendetegnet Sgt. Pepper's Lonely Hearts Club Band (1967) og den psykedeliske lyd, de havde fået etableret siden Revolver (1966). Projektet blev initieret af Paul McCartney i april 1967, men efter at bandet indspillede sangen "Magical Mystery Tour", lå det i dvale, indtil deres manager, Brian Epstein, døde i slutningen af august.

## Baggrund
Da Beatles havde afsluttet Sgt. Pepper's Lonely Hearts Club Band i april 1967 ønskede Paul McCartney at skabe en film, der skulle koncentrere sig om psykedelisk bustur med McCartneys minder om Liverpudlians, der ferierer på busture. Det var meningen, at der ikke skulle være et manuskript, dvs. forskellige "almindelige" mennesker skulle rejse med en bus og opleve uspecificerede "magiske" eventyr.
I slutningen af april begyndte Beatles at indspille musik til soundtracket, men filmideen lå derefter i dvale. I stedet fortsatte bandet med at indspille sange til United Artists-animationsfilmen Yellow Submarine. De arbejdede ligeledes med indspilninger af "All You Need Is Love", som blev brugt til deres optræden på Our World-satellitudsendelsen den 25. juni, inden de hen over sommerens måneder tillige fokuserede på at lancere deres virksomhed Apple.
I slutningen af august, mens Beatles deltog i et transcendental meditationsseminar afholdt af Maharishi Mahesh Yogi i Wales, døde deres manager Brian Epstein af en overdosis af receptpligtig medicin. Under et bandmøde den 1. september foreslog McCartney, at de fortsatte med Magical Mystery Tour, som Epstein havde givet sin godkendelse til tidligere på året. McCartney var ivrig efter at sikre, at gruppen havde et fokuspunkt efter tabet af deres manager. Hans opfattelse var i modstrid med hans bandkammeraters ønsker, og George Harrison var særlig ivrig efter at forfølge deres introduktion til meditation.

## Indspilning
The Beatles indspillede først filmens titelsang, med sessioner, der fandt sted i EMI Studios i London mellem 25. april og 3. maj. En instrumental jam blev optaget den 9. maj for mulig optagelse i filmen, selvom den aldrig blev fuldført. Ifølge Beatles-historikeren Mark Lewisohn "begyndte Magical Mystery Tour-sessionerne for alvor" den 5. september; filmoptagelserne startede den 11. september, og de to aktiviteter blev mere og mere "sammenflettet" i løbet af oktober. Alle numrene blev indspillet i løbet af den 5., 6., 7. og 8. september, og de blev alle færdiggjort senere.
Paul McCartney bidrog med tre sange: "Magical Mystery Tour", "Your Mother Should Know" og "The Fool on the Hill", mens John Lennon og George Harrison bidrog med henholdsvis "I Am the Walrus" og "Blue Jay Way". Nummeret "Flying", der blev indspillet den 8. september med arbejdstitlen "Airial Tour Instrumental" var det første instrumentalnummer, Beatles indspillede og udgav på EMI, og det var tillige det første Beatles nummer krediteret til alle medlemmerne: Harrison-Lennon-McCartney- Starkey. Sessionerne producerede også "Hello, Goodbye", der under arbejdstitlen "Hello, Hello" blev indspillet den 2. oktober og færdiggjort den 2. november. Den blev udgivet som den tredje 1967-single med "I am the Walrus" på bagsiden den 24. november.
Det meste af sessionen den 16. september var dedikeret til at lave en genindspilning af McCartneys "Your Mother Should Know". Dette dog kun for at McCartney derefter besluttede at vende tilbage til den version, han tidligere havde kasseret fra 22.-23. august. Sidstnævnte sessioner markerede Beatles' første i næsten to måneder og fandt sted på et nyt anlæg for bandet – Chappell Recording Studios i det centrale London – da de ikke var i stand til at booke EMI med kort varsel. Indspilningerne den 23. august var i øvrigt de sidste inden Brian Epstein døde den 27. august.
Mange Beatles-biografer karakteriserer gruppens post-Sgt. Pepper-optagelsessessioner fra 1967 som formålsløse og udisciplinerede. The Beatles' brug af psykedeliske stoffer såsom LSD var på sit højeste i løbet af den sommer, og efter forfatteren Ian MacDonalds opfattelse resulterede dette i en mangel på dømmekraft i deres indspilninger, da bandet omfavnede tilfældigheder og soniske eksperimenter. George Martin, gruppens producer, valgte at tage afstand fra deres arbejde på dette tidspunkt; han sagde, at meget af Magical Mystery Tour-optagelsen var "uorganiseret kaos". Ken Scott, som blev deres senior optageingeniør under sessionerne, huskede: "The Beatles havde overtaget tingene så meget, at jeg mere var deres højre hånd end George Martins".

## Udgivelse
"Magical Mystery" Tour skabte et problem for The Beatles og EMI. Seks sange var for mange til en EP og for lidt til en LP. Man overvejede at lave en EP, der skulle køre med LP-hastighed, men det blev afvist på grund af en ringere lydkvalitet. Problemet løstes ved at udgive det som en hidtil uafprøvet dobbelt-EP i kraftigt cover inklusiv et 24-siders hæfte med sangtekster, farvefotos fra filmproduktion og farvehistorieillustrationer af tegneserietegneren Bob Gibson.
Dette 24-siders hæfte kom også til at præge den amerikanske LP version.
Albummet blev udgivet som LP i USA den 27. november 1967 og den 8. december 1967 som dobbelt-EP i Storbritannien

## Sporliste

### Dobbelt-EP
| 1. | "Magical Mystery Tour"    | 2:48 |
| 2. | "Your Mother Should Know" | 2:33 |

| 1. | "I Am the Walrus" | 4:35 |

| 1. | "The Fool on the Hill" | 3:00 |
| 2. | "Flying"               | 2:16 |

| 1. | "Blue Jay Way" | 3:50 |

### LP
| 1. | "Magical Mystery Tour"    | 2:48 |
| 2. | "The Fool on the Hill"    | 2:59 |
| 3. | "Flying"                  | 2:16 |
| 4. | "Blue jay way"            | 3:54 |
| 5. | "Your Mother Should Know" | 2:33 |
| 6. | "I Am the Walrus"         | 4:35 |

| 1. | "Hello Goodbye"             | 3:24 |
| 2. | "Strawberry Fields Forever" | 4:05 |
| 3. | "Penny Lane"                | 3:00 |
| 4. | "Baby You're a Rich Man"    | 3:07 |
| 5. | "All You Need Is Love"      | 3:57 |